# Mohamed Ali Messaoud
Mohamed Reda Ali Messaoud (arabe : محمد علي مسعود), né le 15 septembre 1953 à Annaba, en Algérie, est un footballeur algérien, qui évoluait au poste de milieu de terrain et d'attaquant, avant de devenir ensuite entraîneur.

## Biographie
Reda Ali Messaoud Il aurait pu devenir l’alter ego de son compatriote Mustapha Dahleb, mais son parcours parisien se résume à quelques matches officiels lors de la saison 1976-77. Le 29 janvier 1975, le PSG affronte l’équipe d’Algérie à Oran, lors d’une rencontre amicale. Ali Messaoud, ailier droit et excellent dribbleur, impressionne les dirigeants parisiens. Joueur amateur au Hamra d’Annaba en Algérie, il fait un essai concluant au Camp des Loges en 1976 et signe un contrat surprenant : 1000 francs (soit 150,00 euros) plus les primes de match, et le loyer payé !!! Une rémunération dérisoire pour cet international (16 sélections). Profitant du départ du défenseur portugais Humberto qui libère une place pour un joueur étranger, Ali Messaoud fait ses débuts officiels avec les Rouge et Bleu à Reims le 18 février 1977 (victoire 3-2 du PSG). Deux mois plus tard, c’est la fin du rêve parisien : Ali Messaoud a signé quelques mois plus tôt une licence amateur avec Vitrolles. La Fédération algérienne, alertée par ce double contrat, suspend le jeune attaquant. Après trois mois sans jouer, Ali Messaoud se retrouve à Alès (Ligue 2) mais se blesse gravement au ménisque lors d’un match amical. Joueur à Hyères, il met un terme à sa carrière en 1991, à l’âge de 37 ans. Ali Messaoud devient entraîneur dans la Région PACA, puis président du club amateur de la Jeunesse Sportive Méditerranéenne de Toulon de 2000 à 2010. En parallèle, Ali Messaoud entraîne les moins de 15 ans à la JSM Toulon et travaille à la mairie de Hyères sur le dossier des sports, avant de prendre sa retraite,.

### Carrière de joueur
Mohamed Ali Messaoud évolue au niveau professionnel avec le Paris Saint-Germain et l'Olympique Alès.
Il dispute cinq matchs en Division 1, marquant un but, et 51 matchs en Division 2, inscrivant cinq buts. Le 5 mai 1979, il inscrit un doublé en Division 2, lors d'un match contre le FC Martigues.

### Carrière d'entraîneur
- Bormes les Mimosa (Entraîneur) (1997-1999)
- ASPTT Hyères (Entraîneur) (1999-2001)
- Jeunesse Sportive Méditerranéenne de Toulon (Entraîneur) (2000-...)
- Mairie de Hyères, service des Sports
- Hyères FC (Entraîneur 15 ans)
- JSM Toulon (Président + Directeur Sportif) (2000-...)